# Кубок Іспанії з футболу 1921
Кубок Іспанії з футболу 1921 — 21-й розіграш кубкового футбольного турніру в Іспанії. Титул ввосьме здобув Атлетік (Більбао). 

## Календар
| Раунд      | Дата                                                              | Матчі | Клуби |
| ---------- | ----------------------------------------------------------------- | ----- | ----- |
| 1/4 фіналу | 27 березня - 10 квітня/3-17 квітня/ 10 квітня 1921 (перегравання) | 8+1   | 8 → 4 |
| 1/2 фіналу | 17 квітня - 1 травня/ 24 квітня - 2 травня 1921                   | 4     | 4 → 2 |
| Фінал      | 8 травня 1921                                                     | 1     | 2 → 1 |

## 1/4 фіналу
| Команда 1                | Заг. | Команда 2        | 1-й матч | 2-й матч |
| ------------------------ | ---- | ---------------- | -------- | -------- |
| 27 березня/3 квітня 1921 |      |                  |          |          |
| Фортуна (Віго)           | 7:4  | Реал Уніон       | 5:1      | 2:3      |
| Атлетіко (Мадрид)        | +:-  | Барселона        | +:-      | +:-      |
| 3/10 квітня 1921         |      |                  |          |          |
| Атлетік (Більбао)        | 3:1  | Спортінг (Хіхон) | 2:1      | 1:0      |
| 10/17 квітня 1921        |      |                  |          |          |
| Севілья                  | 5:0  | Леванте          | 2:0      | 3:0      |

Перегравання
| Команда 1      | Рахунок | Команда 2  |
| -------------- | ------- | ---------- |
| 10 квітня 1921 |         |            |
| Фортуна (Віго) | 0:3     | Реал Уніон |

## 1/2 фіналу
| Команда 1         | Заг. | Команда 2         | 1-й матч | 2-й матч |
| ----------------- | ---- | ----------------- | -------- | -------- |
| 17/24 квітня 1921 |      |                   |          |          |
| Реал Уніон        | 3:7  | Атлетіко (Мадрид) | 1:2      | 2:5      |
| 1/2 травня 1921   |      |                   |          |          |
| Севілья           | 5:3* | Атлетік (Більбао) | 4:2      | 1:1      |

* - Севілья перемогла у півфінальному двобої, проте була дискваліфікована і до фіналу пройшов клуб із Більбао.

## Фінал
| 8 травня 1921 |

| Атлетік (Більбао)                   | 4:1      | Атлетіко (Мадрид) |
| ----------------------------------- | -------- | ----------------- |
| Ласа 29', 73' Аседо 41' (пен.), 68' | Протокол | Тріана 38'        |

| Сан-Мамес, Більбао Глядачів: 15 000 Арбітр: Хосе Берраондо |